# Clidemia petiolata
Clidemia petiolata är en tvåhjärtbladig växtart som beskrevs av Dc.. Clidemia petiolata ingår i släktet Clidemia och familjen Melastomataceae. Inga underarter finns listade i Catalogue of Life.